# Sphex corporosus
Sphex corporosus  (лат.) — вид роющих ос (Sphecidae). Австралия.

## Распространение
Индонезия (остров Бали) и Австралия (Западная Австралия, Квинсленд, Новый Южный Уэльс, Виктория).

## Описание
Роющие осы крупного размера: длина тела от 2 до 3 см. Основная окраска тела чёрная. От сходных видов отличается наличием укороченного петиоля, который короче чем 2-й членик жгутика усика и отстоящим серебристым опушением проподеума, нескрывающего особенности скульптуры. Скутеллюм плоский, жилки крыла оранжевые и коричневые. Предположительно, как и другие члены рода Sphex своих личинок выкармливают парализованными насекомыми (ловят прямокрылых насекомых) и гнездятся в земле. Вид был впервые описан в 2015 году немецкими энтомологами Т. Дорфелем (Thorleif H. Dörfel) и М. Олем (Michael Ohl, Museum für Naturkunde, Берлин, Германия).